# Dobravica (Ig)
Dobravica (Duits: Dobrauza) is een plaats in Slovenië en maakt deel uit van de gemeente Ig in de NUTS-3-regio Osrednjeslovenska. De plaats telde 71 inwoners op 1 januari 2020.